# Francesco (film)
Pour plus de détails, voir Fiche technique et Distribution.
Francesco est un film italien réalisé par Liliana Cavani, sorti en 1989.

## Synopsis
Biographie de François d'Assise.

## Fiche technique
- Titre : Francesco
- Réalisation : Liliana Cavani
- Scénario : Liliana Cavani et Roberta Mazzoni
- Photographie : Giuseppe Lanci et Ennio Guarnieri
- Montage : Gabriella Cristiani
- Musique : Vangelis
- Pays d'origine : Italie
- Genre : biographie
- Date de sortie : 1989

## Distribution
- Mickey Rourke : Francesco
- Helena Bonham Carter : Chiara
- Andréa Ferréol : la mère de Francesco
- Nikolaus Dutsch : Cardinal Colonna
- Peter Berling : Archevêque Guido
- Hanns Zischler : le Pape Innocent III
- Mario Adorf : Cardinal Ugolino
- Paolo Bonacelli : le père de Francesco
- Fabio Bussotti : Leone
- Stanko Molnar : Elia Bombarone
- Matteo Corsini : Angelo (as Alekander Dubin)
- Edward Farrelly : Egidio
- Paolo Proietti : 	Pacifico
- Paco Reconti : Rufino
- Diego Ribon : Bernardo di Quintavalle
- Maurizio Schmidt : Masseo
- Bruno Armando